# Lar Gand
Lar Gand, conocido principalmente como Mon-El (y alternativamente como Valor y M'Onel), es un personaje ficticio que aparece en los cómics estadounidenses publicados por DC Comics, comúnmente en asociación con la Legión de Super-Héroes, Superboy y Superman. El personaje ha sido reinterpretado a lo largo de los años, pero en todas las versiones, sirve como un héroe con habilidades similares a las de Superman, a veces sirviendo como un sustituto de él.
La primera versión de acción real del personaje se introdujo en la temporada 2 de Supergirl, interpretado por Chris Wood. Es el líder y fundador de la Legión de Super-Héroes. Formó parte del elenco principal hasta que se fue al final de la tercera temporada. Wood regresó en el episodio 100 de la quinta temporada.

## Historial de publicaciones
Un precursor del personaje de Lar Gand apareció en la historia "El Gran Hermano de Superman ", en Superman # 80 (febrero de 1953). Se llamaba Halk Kar, y tenía un traje sin logo casi idéntico al de Superman, pero con los colores rojo y azul invertidos. Fue creado por Otto Binder y el artista Al Plastino.
Lar Gand apareció por primera vez en Superboy # 89 y fue creado por Robert Bernstein y George Papp.

## Biografía ficticia

### Halk Kar
Halk Kar aterriza en la Tierra en un cohete y es rescatado por Superman, quien descubre que Halk Kar sufre de amnesia. Al descubrir que Halk Kar tiene una nota de Jor-El (el padre de Superman) que menciona a su hijo, Superman asume que Halk Kar no solo debe ser de su propio planeta Krypton, sino que debe ser un hijo de Jor-El y, por lo tanto, también su propio hermano mayor.
Superman se da cuenta rápidamente de que Halk Kar es menos poderoso que él y, en lugar de someterlo a la vergüenza por el hecho de que puede ser más débil que su hermano menor, opta por usar sus propios poderes para cubrir las deficiencias de Halk Kar. Este plan fracasa, ya que Halk Kar comienza a asumir una actitud superior a Superman e incluso comienza a hacer avances románticos con la novia de Superman, Lois Lane.
Finalmente, Halk Kar recupera la memoria y explica que es del planeta Thoron, que se encuentra en el mismo sistema estelar que Krypton. Hace años, mientras estaba en un viaje pionero al espacio, aterrizó en Krypton con su cohete dañado. Allí conoció a Jor-El, quien le explicó que la destrucción de Krypton era inminente y reparó la nave espacial de Halk Kar, enviándolo con la nota que tenía un mapa de Krypton a la Tierra. Krypton explotó poco después, lo que provocó que Halk Kar se pusiera en animación suspendida hasta que se dirigió a la Tierra para encontrarse con Superman, el hijo adulto de Jor-El al que se hace referencia en la nota. Halk Kar regresa a Thoron en su cohete reparado, dejando a Superman con la experiencia de haber tenido un hermano brevemente.

### Mon-El
La trama de Halk Kar se reutilizó en Superboy # 89 (junio de 1961), en una historia ambientada durante la carrera de Superman como Superboy, una que simplemente ignoraba la historia descrita en el original (una práctica común en ese momento). El nombre del personaje se cambió a Lar Gand, su mundo natal se cambió a Daxam y se hizo más joven para coincidir aproximadamente con la edad de Superboy. Era un explorador que había aterrizado en Krypton, donde Jor-El le advirtió de la inminente destrucción del planeta y le dio un mapa de la Tierra. Sufrió amnesia al aterrizar en la Tierra, donde conoció a Superboy. A medida que ganó poderes como Superboy, el héroe concluyó que era un hermano perdido hace mucho tiempo y lo llamó Mon-El: "Mon" porque aterrizó en la Tierra un lunes, y "El" por el apellido kryptoniano de Superboy (aunque en 1964, Bob Rozakis escribió una carta a Adventure Comics en la que señalaba la existencia de la aleación monel "que había características similares al héroe del mismo nombre"). Adoptó una identidad secreta humana (Bob Cobb) para integrarse en la ciudad natal de Superboy, Smallville.
Sin embargo, se demostró que el personaje era inmune a la kryptonita, que es radioactivamente venenosa para todos los kryptonianos. Creyendo que Mon-El lo ha estado engañando, Superboy intenta engañarlo con un meteorito de kryptonita falso hecho de plomo, que resulta ser la única debilidad de Mon-El. Además, la exposición al plomo es irreversiblemente fatal para los daxamitas, lo que explica Mon-El, habiendo recuperado la memoria. Lleno de culpa por envenenarlo inadvertidamente, Superboy le salva la vida enviándolo a la Zona Fantasma extradimensional, donde podría observar cosas que suceden en el mundo exterior, pero como un fantasma no envejecería y su envenenamiento por plomo no progresaría.
Esto proporcionó un medio para utilizar al personaje en historias contemporáneas ambientadas en el siglo 30 con la Legión de Super-Héroes. En estas historias, la miembro de la Legión Saturn Girl crea un antídoto temporal contra su envenenamiento por plomo, lo que le permite ser liberado de la Zona Fantasma por breves períodos de tiempo, y se le considera un legionario honorario. Brainiac 5 luego crea un antídoto a largo plazo (que aún requiere una ingestión periódica) y se convierte en miembro de pleno derecho. Durante su larga carrera, está escrito como uno de los tres miembros más poderosos de la Legión junto con Superboy y Ultra Boy, y cumple dos mandatos como líder. Mon-El aparentemente muere después de no poder tomar una dosis del suero anti-plomo de Brainiac 5 de manera oportuna. Eltro Gand, un descendiente lejano de su hermano mayor, sacrificó su fuerza vital para devolverle la vida a Mon-El. Después de una larga relación romántica, él y su compañera legionaria Shadow Lass se convierten en marido y mujer.
En 1985, la renovación de DC Comics de su universo de superhéroes Crisis on Infinite Earths eliminó las aventuras de Superman como "Superboy" de la historia del personaje. La historia del personaje de Mon-El se mantuvo sin cambios, sin embargo, con su encuentro con Superboy que se dice que tuvo lugar en un "universo de bolsillo" creado por Time Trapper, un ser misterioso que vive al final del universo.
Gravemente herido y dependiente del equipo de soporte vital durante una batalla con el Time Trapper después de la muerte de Superboy, Mon-El muere durante las Guerras Mágicas que destruyen gran parte de la tecnología en los Planetas Unidos. El Time Trapper lo revive más tarde, con la esperanza de usar su cuerpo para preservar su propia existencia menguante, pero Mon-El lo mata para evitar que el Trapper manipule los eventos a lo largo de la historia. Esto borra el universo de bolsillo de Superboy y altera la línea de tiempo. El papel y los poderes del Trampero son usurpados por su antiguo subordinado Glorith, y Lar Gand es refundido como Valor.

### Valor
En la nueva realidad "Glorithverse", Lar Gand reemplazó al inexistente Superboy como la inspiración de la Legión. Como se detalla en la historia "The Legend of Valor" (Legion of Super-Heroes (vol. 4) Annual # 2, 1991), Lar Gand disfrutaría de una carrera heroica en el siglo XX como Valor, deteniendo una segunda invasión liderada por Dominador de la Tierra, liberando a miles de humanos que habían sido experimentados por los Dominadores y sembrándolos en una serie de mundos entre el espacio del Dominio y la Tierra como una "zona de amortiguamiento" para prevenir futuras invasiones. Estos colonos habían ganado poderes metahumanos debido a los experimentos y (para la época de la Legión), evolucionarían en muchos de los mundos que se unirían a los Planetas Unidos. Después de completar esta tarea y un número indefinido de otras empresas del siglo XX, la hechicera Glorith lo colocaría en la zona de amortiguación de Bgztl, para ser rescatado por la Legión en el siglo 30. Ninguno de estos eventos se había representado de otra manera en los cómics del siglo XX.
En su nueva historia, Lar Gand se inspiró en el sacrificio de su padre en la historia cruzada Invasion! para convertirse en un héroe. Se une brevemente a L.E.G.I.O.N., donde Vril Dox II cura su envenenamiento por plomo. Él juega un papel importante en el crossover Eclipso: The Darkness Within, en el que Superman le da el nombre de "Valor". Una serie en solitario sobre el personaje, Valor, duró 23 números, comenzando con Lar como un joven aventurero que explora el universo en una nave espacial con una inteligencia artificial inteligente llamado Babbage, encontrándose con varios alienígenas y civilizaciones. Sin embargo, después del número 12, las cosas se volvieron complejas.
Glorith había seguido alterando la línea de tiempo, recreando inadvertidamente el Time Trapper original en el proceso. Viajando de regreso a cuando Lar Gand era un hombre joven en otro intento de ganarse su afecto, ella causó accidentalmente su muerte. Intentando deshacer el daño que esto causó en la historia, llamó a un Valor duplicado de la época de la Legión (una segunda versión de Valor creada por Time Trapper) para tomar el lugar de su otro yo, "parcheado" en la línea de tiempo del siglo XX por Waverider. Se le asignó la tarea de completar las hazañas legendarias de Valor, como detener la segunda invasión de la Tierra por parte de los Dominadores y sembrar la U.P. mundos para que la historia del siglo 30 se desarrollara como se suponía que iba a suceder. Sin embargo, la historia se estaba desarrollando mucho antes de lo que se suponía, lo que llevó a algunos cambios en las hazañas de Valor. Esta fue una de las muchas desestabilizaciones de la corriente temporal que finalmente condujo a la historia de 1994 "Hora Cero" y al "Reinicio de Legión".

### M'Onel
El personaje apareció de nuevo después del reinicio de "Zero Hour", en Superboy (vol. 3) # 17. Estaba amnésico, pero tenía vagos recuerdos de su tiempo con L.E.G.I.O.N. y los eventos de su propia serie. Fue encontrado por el prestamista del agente de Superboy y fue engañado para que peleara con Superboy ya que toda la batalla se estaba grabando con el propósito de apostar por el ganador. Cuando Superboy vio que Valor estaba enfermo después de que comenzó a debilitarse y desorientarse más como resultado del efecto del suero anti-plomo de Vril Dox, Superboy lo colocó en la "Zona de Estasis" (la Zona Fantasma con otro nombre), donde estaba. atrapado durante mil años antes de ser liberado por la Legión y un Superboy que viaja en el tiempo, e inyectado con la versión mejorada de Brainiac 5 del suero de su antepasado. Para evitar el fervor religioso que provocaría su regreso, la Legión mantuvo en secreto el hecho de que este nuevo legionario era el legendario Valor. Tomó el nombre de M'Onel, que, según afirmó el fundador de Legión, R.J. Brande, era marciano para "El que deambula".
M'Onel se convertiría en un jugador clave en la siguiente serie de cómics de The Legion. Con el resto de los legionarios, M'Onel se pierde cuando Superboy (Kon-El) y los Jóvenes Titanes pierden el hacha del Persuasor mientras intentan regresar a su propio tiempo. M'Onel intenta mantener a los legionarios en una cadena humana, pero es absorbido por un vórtice. Shikari es la única que escapa cuando es liberada por las corrientes temporales. Llega en un futuro diferente, conduciendo a los cómics "Threeboot" de la Legión de Super-Héroes.
Como resultado de la historia de la "Crisis infinita" de 2005–2006 , el tiempo y el espacio fueron realineados y alterados una vez más, se pensó que esta encarnación de Mon-El y sus hazañas habían sido borradas de la línea de tiempo. En Final Crisis: Legion of 3 Worlds # 2, esta versión de Mon-El resurgió al igual que sus compañeros de equipo de post-Legión a la "Hora Cero".

### 2004 Continuidad de "Threeboot"
El personaje fue presentado nuevamente luego de otro reinicio de la historia de Legion en 2004. En Supergirl and the Legion of Super-Heroes # 23 (diciembre de 2006), Saturn Girl siente una llamada telepática de ayuda, que resulta ser Mon-El en la Zona Fantasma, sufriendo 1.000 años de privación sensorial y muriendo por envenenamiento por plomo. Él está confundido sobre quién lo puso en la Zona Fantasma, pero recuerda el símbolo "S" y ataca a Supergirl. Brainiac 5 fabrica un anti-toxina para el envenenamiento por plomo usando kryptonita, pero esto desaparece, requiriendo que sea devuelto a la Zona Fantasma. Se revela en Final Crisis: Legion of 3 Worlds que este futuro no es el futuro de Nueva Tierra sino el futuro de Tierra-Prima. Se desconoce el pasado real completo de esta versión de Mon-El, sin embargo, afirmó haber conocido a Supergirl y Superman en el pasado.

### Post-"Crisis Infinita"
Junto con el crossover "Crisis infinita", la naturaleza de Daxam, y por lo tanto Mon-El, fue fuertemente reconfigurada. Se convirtió en el descendiente remoto de un ser humano masculino y Bal Gand, una Daxamita femenina que visitó la Tierra durante el apogeo de la cultura maya. Regresó a Daxam, en lugar de dejar que su hijo naciera como un aparente semidiós en la Tierra, pero programó su nave espacial para devolverlo a la Tierra si la xenofobia de Daxamita lo hacía necesario. Generaciones más tarde, su descendiente Lar Gand cede a su instinto reprimido de escapar del Daxam cada vez más aislado y viajar por las estrellas, y la nave de su antepasado la lleva a su destino preprogramado: la Tierra, el continente centroamericano.
Action Comics Annual # 10 de febrero de 2007, dio una versión revisada de cómo Clark Kent conoció al personaje. Se parece mucho a la historia de 1960, pero el amnésico Mon-El es envenenado cuando Clark intenta probar si es kryptoniano con un trozo de kryptonita, y la carcasa protectora de plomo del meteoro lo envenena y restaura sus recuerdos. Recuerda que al llegar a la Tierra, una tormenta de manchas solares rompió sus celdas de combustible, lo que provocó que se estrellara (y explicó cómo su nave se perdió en América Central por miles de millas, aterrizando en Smallville) y perdió la memoria. Clark nuevamente usa un portal a la Zona Fantasma para poner a Mon-El en estasis hasta que su envenenamiento por plomo se pueda curar.
En Superman # 685 (abril de 2009), Superman libera a Mon-El de la Zona Fantasma para salvarlo de su colapso. Mon-El se cura de su envenenamiento por plomo mediante una cura que la Legión le dejó anónimamente. En el siglo XXI, adopta el alias humano del primo de Clark "Jonathan Kent" de Londres, y actúa como protector de Metrópolis mientras Superman se une al asentamiento extraterrestre de New Krypton, poblado por refugiados de la destrucción del planeta.
Se une brevemente a la Policía Científica de Metrópolis, hasta que es capturado por el Proyecto 7734 de Sam Lane, quien finge su muerte a manos de Flamebird y Nightwing. Mon-El logra escapar, pero termina varado en la Dimensión Desamparada, ayudando al Capitán Átomo a liberarse de las garras de Mirabai, la malvada reina de los Desamparados y principal aliado de Sam Lane.
Después de su escape, Mon-El regresa a Metrópolis con una versión modificada de su traje rojo y azul (similar al traje del Halk-Kar de la Edad de Oro) completo con un Superman S-Shield sobre su pecho izquierdo. Ayuda a la Policía Científica a capturar a Parásito. Mon-El también intenta detener a Bizarro, solo para regresar después de que se escapa a Mundo Bizarro. Al regresar a casa, Mon-El le pide a Superboy que reprograme a Kellex, el androide de la Fortaleza de la Soledad, para reparar la nave estelar en la que vino a la Tierra. También entabla una relación sexual con Billi Harper, la nieta del Guardián.
Después de una batalla con Atomic Skull, Mon-El fue invitado a unirse a la nueva Liga de la Justicia de América por invitación de la Doctora Luz (Kimiyo Hoshi). Después de ayudar a salvar New Krypton y sembrar los mundos UP de acuerdo con las instrucciones de ciclo de tiempo de la Legión, Mon-El, ahora cerca de la muerte y se ha vuelto inmune al antídoto de envenenamiento por plomo, regresa a la Zona Fantasma recreada por Superman y Chameleon, donde permanece hasta que lo rescata la Legión en 1,000 años. Se desconoce si su largo aislamiento ha causado pérdida de memoria o si está evitando cuidadosamente una paradoja del tiempo al no mencionar sus aventuras en el siglo XXI. En el último número de War of the Supermen, se revela que Billi está embarazada, presumiblemente del hijo de Mon-El.

### Post-Legión "Crisis Infinita"
Los eventos de la miniserie Crisis infinita también han restaurado un análogo cercano de la Pre-Legión a la continuidad, como se ve en el arco de la historia de The Lightning Saga en Justice League of America y Justice Society of America, y el arco de la historia Superman and the Legion of Super-Heroes en Action Comics. Mon-El está incluido en su número. En la última historia, se reveló que Mon-El fue desterrado de regreso a la Zona Fantasma por Earth Man.
En la miniserie Final Crisis: Legion of 3 Worlds, que sigue a Superman y la Legion of Super-Heroes, Mon-El es rescatado de la Zona Fantasma por sus compañeros de equipo. Al salir de la Zona, Mon-El vuelve a sufrir los efectos del envenenamiento por plomo, pero como en el pasado, es inoculado con un antídoto creado por Brainiac 5. Luego, él y Shadow Lass son enviados en una misión a Oa para reclutar al inmortal Sodam Yat (el último Guardián del Universo) en la guerra contra Superboy Prime y la Legión de Super-Villanos. Mon-El forma un vínculo con el reacio Yat como compañero Daxamita y como alguien que ha sobrevivido a familiares y amigos.
Más tarde, Dyogene lo elige para convertirse en Linterna Verde. Antes de irse, le dijo a Shadow Lass que, aunque es un GL, la Legión, la Tierra y sus amigos siempre serán su familia.

### The New 52
En The New 52, un reinicio de 2011 del universo de DC Comics, Gand aparece como el líder de campo de la Legión de Super-Héroes. Se revela además que esta versión, como toda la Legión, es posiblemente la original de antes del evento Flashpoint, ya que incluso son conscientes de estos eventos que alteran la realidad.
En la secuela de "Watchmen" "Doomsday Clock", Gand se encuentra entre los miembros de la Legión de Super-Héroes que aparecen en el presente después de que el Doctor Manhattan deshizo el experimento que borró la Legión de Super-Héroes y la Sociedad de la Justicia de América.

## Poderes y habilidades
Generalmente, las habilidades de Lar Gand (y otros Daxamitas) son similares a las de Superman y otros nativos del planeta Krypton (superfuerza; velocidad; vuelo; visión de rayos X, visión de calor, poderes de visión microscópica y telescópica; invulnerabilidad; y super audiencia), con dos excepciones importantes:
1. Es vulnerable al plomo del elemento inerte, en lugar del elemento radiactivo Kryptonita.[22] La debilidad del Daxamita al plomo se ha descrito como una reacción anafiláctica extrema.
2. Lar se mantiene con vida solo mediante la ingestión regular de suero anti-plomo, como el modificado por Brainiac 5, o sucumbirá al plomo que ya está en su sistema. Sin embargo, un efecto secundario del suero evita que la radiación de una estrella roja le robe sus poderes, como ocurre con la mayoría de los daxamitas y kryptonianos.

Se considera que Lar Gand es el miembro más poderoso de la Legión de Super-Héroes.

## En otros medios

### Televisión

#### Animación
- La serie animada Legion of Super Heroes presentaba a un legionario adolescente llamado Superman X (con la voz de Yuri Lowenthal), que se basaba conceptualmente en Mon-El, Kon-El y el Erradicator, vistiendo un atuendo con elementos de los tres héroes. Al igual que Mon-El, Superman X carecía de debilidad por la kryptonita y es tratado como a un hermano por el verdadero Superman. Según el productor de la serie James Tucker, Superman X fue creado específicamente para desempeñar el papel creado para Mon-El después de que varios ejecutivos de Warner Bros. expresaron opiniones acerca de que Mon-El era "demasiado similar" a Superman para trabajar en un programa infantil.[23]
- Mon El hace un cameo en el video de animación Justice League vs. The Fatal Five.

#### Arrowverso
- Mon-El aparece en la serie de televisión Supergirl, comenzando en su segunda temporada, interpretado por Chris Wood.[24][25][26] En esta versión, Mon-El es su nombre real. Después de un aterrizaje forzoso en la Tierra, se despierta de un coma en "Los últimos hijos de Krypton" y ataca a Supergirl. Continúan siendo hostiles entre sí debido a una antigua enemistad entre los Kryptonianos y los Daxamitas. Supergirl más tarde le revela con simpatía el destino de su planeta natal: fue severamente dañado por la destrucción de Krypton. El DEO libera a Mon-El bajo la custodia de Supergirl, y ella lo ayuda a integrarse en la sociedad mientras intenta que use sus poderes para el bien, como lo hace ella. Adopta el nombre de Mike Matthews y finalmente se convierte en cantinero en un bar alienígena.[27] Originalmente, Mon-El afirmó que era un guardaespaldas del príncipe Daxamita, pero después de comenzar una relación con Supergirl, se revela que es el propio príncipe. Durante la conclusión del episodio "Exodus", aparecen los padres de Mon-El. En "Star-Crossed", se revela que el padre de Mon-El (interpretado por Kevin Sorbo) se llama Lar Gand.[28] Él y su esposa Rhea (interpretada por Teri Hatcher) son los monarcas de Daxam, y han venido a la Tierra para recuperar a Mon-El. Mon-El regresa de mala gana a ellos debido a las maquinaciones de su madre en "Distant Sun". Sin embargo, al ver la influencia que Supergirl ha tenido en Mon-El, Lar Gand permite que su hijo regrese a la Tierra. Rhea luego apuñala y mata a Lar Gand, y jura reclamar a su hijo.[29] Rhea tiene la intención de conquistar la Tierra y convertirla en el nuevo mundo natal de los Daxamitas. Para conseguir que todos los Daxamitas se vayan, Lena Luthor, como último recurso, reinicia la máquina de su hermano Lex Luthor que puede inundar la atmósfera de la Tierra con rastros de una sustancia desde Kryptonita hasta Plomo, haciendo que la Tierra sea inhabitable para los Daxamitas, y algunos mueren, incluyendo a Rhea.[30] Kara le dice a Mon-El que lo ama antes de que entre en su nave espacial y se dirija al espacio profundo. En su viaje, un portal misterioso se abre frente a su nave, al que Mon-El no puede evitar entrar. En la tercera temporada, Mon-El regresa en el episodio 7 ("Wake Up"). Para Kara / Supergirl, han pasado siete meses desde la última vez que lo vio; sin embargo, para Mon-El, han pasado siete años.[31] Viviendo en el siglo 31, donde se curó de la enfermedad del plomo, estableció la Legión, una fuerza de defensa planetaria, destinada a unir a los mundos rebeldes que luchan entre sí. Usó la vida de compasión, fuerza y sentido de justicia de Kara como inspiración y como un ejemplo a seguir para los otros miembros. Mon-El también se casó con Imra Ardeen después de darse cuenta de que probablemente nunca volvería a ver a Kara. En "Legion of Super Heroes", Mon-El, Imra y Brainiac 5 ayudan a Kara a luchar contra Reign.[32] Mon-El más tarde le revela a J'onn J'onzz que su matrimonio con Imra fue originalmente político, destinado a formar una alianza planetaria pacífica, y sus sentimientos mutuos se convirtieron en una relación amorosa (como se ve en "Both Sides Now"). Al final de la temporada, ha roto con Imra y él y Winslow Schott Jr se encaminan mil años hacia el futuro para unirse a la Legión.[33] En el episodio "It's a Super Life", Mon-El se muestra en algunas realidades posibles que Mister Mxyzptlk muestra a Kara. El primero lo tiene a él y a Lena peleando contra Reign. Otra realidad en la que Supergirl y Lena no se conocieron como Mon-El como parte de una resistencia contra Lena y sus Hope-Bots.
- Mon-El aparece en el episodio "Duet" de The Flash (un episodio cruzado con Supergirl), interpretado también por Chris Wood. Él y J'onn J'onzz de Tierra-38 llegan a Tierra-1 con Kara Danvers / Supergirl en estado de coma, con la esperanza de que el Equipo Flash de S.T.A.R. Labs pueda revivirla. Advierten a Barry Allen que el prisionero fugitivo, Music Meister, afirmó que también vendría por él.

### Películas
- Mon-El hace un cameo en Justice League vs. The Fatal Five.
- Mon-El aparece en Legión de Super-Héroes (2023), con la voz de Yuri Lowenthal. Esta versión es un miembro del Círculo Oscuro que se infiltra en la Academia de la Legión para apoderarse de la Máquina Milagrosa para su líder. Además, adopta el alias de "Mon-El" debido a que es un autoproclamado fanático de la cultura kryptoniana.